# 三城晃子
三城 晃子（みしろ あきこ、1945年11月22日 - 2011年7月27日）は、日本の女優、タレント。

## 人物
東京都出身。オーケープロダクション所属。エキストラの道から、その特異なキャラクターに注目され、タレントとして起用される。
2002年に『ダウンタウンのガキの使いやあらへんで!!』の「メンチ切り合いバスツアー」で初出演。大きな顔と分厚い唇、眼鏡が特徴で、「おばちゃん3号」「2頭身」「顔デカおばちゃん」などと呼ばれた。身長 155cm、体重 68.5kg、血液型はO型。お笑い芸人によるプロレス団体『西口プロレス』のラウンドガールも務めていた。
2011年7月27日午前0時10分、多臓器不全のため死去。65歳没。

## 出演作品

### バラエティ
- やったるJ（1999年12月8日、テレビ朝日系）クイズjr.のママ - 今井翼、母親 役

- めちゃ2イケてるッ! 男は勲章女は金メダル 人生って素晴らしいスペシャル!!

　（2003年10月4日、フジテレビ系列） - 矢口真里、母親 役
- ダウンタウンのガキの使いやあらへんで!! （日本テレビ系） - 菅プロデューサーの妻 役 他
  - 菅プレゼンツ!ストレス解消 ニコニコはとバスツアー!!（2002年1月27日） - メンチ切りおばさん 役
  - 世界の美女とチュ チュ チュ ドキドキ熱烈キスバトル～!!（2002年4月7日） - 菅プロデューサーの妻 役
  - 笑ってはいけない温泉宿一泊二日の旅in湯河原 （2004年12月28日） - LAに行きたいヒッチハイカー、t.A.T.u. 役
  - 絶対に笑ってはいけない高校 （2005年10月4日） - くちびる西高校のマドンナ役、婦警 役
  - 第20回 モウ2009年 初笑いでウッシッシ! 新春大新年会～!!（2009年1月25日） - デカ奴 役
  - バナナマン設楽を倒せ! 芸能界手押し相撲王決定戦!（2009年6月28日） - 手押し相撲対戦相手
  - 山崎新喜劇 旗揚げ!（2010年6月27日） - あきちゃん 役
- さまぁ〜ず×さまぁ〜ず（2010年1月31日、テレビ朝日系）
- ぷっすま（テレビ朝日系）
- うたばん（TBS系）

### テレビドラマ
- はるちゃん6第25話（2002年11月4日、東海テレビ・フジテレビ系） - お騒がせシスター 役
- 怪奇大家族第3話・最終話（2004年、テレビ東京系） - 妖怪ババア 役
- 探偵ブギ第3話（2006年、TOKYO MX）
- Cafe吉祥寺で（2008年、テレビ東京系） - 梅子 役

- ドラマ24 URAKARA第10話（2011年4月1日、テレビ東京系）

### 映画
- 地獄甲子園（2003年） - メガネの母親 役
- 終着駅の次の駅（2003年）
- Jam Films S - Tuesday（2004年） - 1004号室の住人 役
- 漫☆画太郎SHOW ババアゾーン（他）（2004年） - リンダ 役
- 下妻物語（2004年）
- DIVIDE（2005年）
- 戦闘少女 血の鉄仮面伝説（2010年）

### 舞台
- 楽屋プロジェクト メイド喫茶の神様（2007年4月13日 - 15日、シアターVアカサカ） - 佐田弓子オーナー 役

### WEBドラマ
- OLサチコの受難な日々 - おばじ 役

### CM
- エースコック - おばん芸者 役
- 白木屋
- オメガブースト
- サマージャンボ宝くじ
- ナイキ

### その他
- L'Arc〜en〜Ciel『CHRONICLE』 - 曲間映像に出演

## 著書
- アキコの天下御免相（2003年5月、東京経済、ISBN 978-4806407195）